# Émile Demangel
Émile Joseph Demangel (La Chapelle-aux-Bois, 20 giugno 1882 – Xertigny, 11 ottobre 1968) è stato un pistard francese.

## Palmarès

### Olimpiadi
- Argento a Londra 1908 nelle 660 iarde.

### Mondiali
- Bronzo a Berlino 1908 nella velocità.